# PR-AV 40
El sendero PR-AV 40 Laguna de los Caballeros es un sendero de Pequeño Recorrido que permite alcanzar la laguna de los Caballeros partiendo de la localidad de Navalguijo discurriendo por la garganta del mismo nombre. Este sendero está pendiente de homologación por la Federación de Deportes de Montaña y Escalada y Senderismo de la Junta de Castilla y León (FDMESCYL).
La ruta se enmarca en el espacio protegido del parque regional de la Sierra de Gredos.

## Descripción del recorrido
Senda de alta montaña. La senda tiene un duro ascenso donde iremos encontrando pozas de agua cristalina. Crecen cardos azules y junto a las grietas de las gargantas se ven tejos y serbales. El sendero avanzan paralelo al cauce. La Garganta se muestra angosta al principio, con diminutas pozas y mucha rocas. Tras cruzar un canchal la Garganta se abre, volviéndose más llana. Existen dos refugios en este sendero:
- Refugio de Llanaíllas, es un chozo con una portilla metálica y techo de paja. El refugio original era algo mayor y podemos ver sus ruinas unos pocos metros antes a la izquierda del sendero. Se encuentra poco antes de llegar a la mina abandonada de blenda.
- Refugio de los Malacatones, con el techo de teja, más grande y completamente restaurado.

A lo largo de todo este sendero pueden encontrarse cabras hispánicas. En los últimos años además han vuelto a aparecer ciervos venidos de la provincia de Cáceres.
Se trata de un trayecto lineal, que se lleva a cabo a pie (5 h solo ida). tiene una longitud de 11 km y un desnivel de subida de 813 m. 
La época recomendada es primavera, verano, otoño.
La dificultad de la ruta es media-alta.